# سفنج
السَّفنج أو الخفاف هي فطائرٌ ذات أصول جزائرية منتشرة في المغرب العربي ويعتقد أن الأمازيغ الرحل قد نشروا السفنج في جميع أنحاء المغرب العربي، وساعدهم في ذلك التجار الذين سافروا عبر المنطقة. تُعد الفطائر بطرق وأشكال تختلف باختلاف الدول. ويرجع أصل كلمة سفنج إلى طريقة طهيه التي تعتمد قليه في الزيت ونتيجة تفاعل الخمائر والمواد المكونة للعجين تتشرب الفطيرة الزيت محدثة ثقوب كبيرة من الداخل شبيهة بالإسفنج.
في العادات المغاربية، يمكن تناوله يومياً، ويباع في محلات مختصة في صنعه إلى جانب فطائر أخرى بحسب الدول حيث يؤكل ساخناً مع القهوة أو الشاي ومحلى بالسكر أو العسل.

## التسمية
يستخدم مصطلح سفنج أو السفنج  في معظم المغرب العربي. ويسمى أيضًا في تونس "البمبلوني" ويطلق عليه أحيانًا في المغرب "الكعك المغربي". ويسمى أيضًا بالخفاف أو الفطاير في الجزائر ويطلق عليه أحيانًا اسم "الدونات الجزائرية".

## المكونات
تُعَدُّ من الدقيق والخميرة والحليب والبيض وتطبخ على المقلاة بنار هادئة وعند النضوج تحلى بالعسل أو السكر وتقدم مع الشاي أو الحليب.

## تاريخ

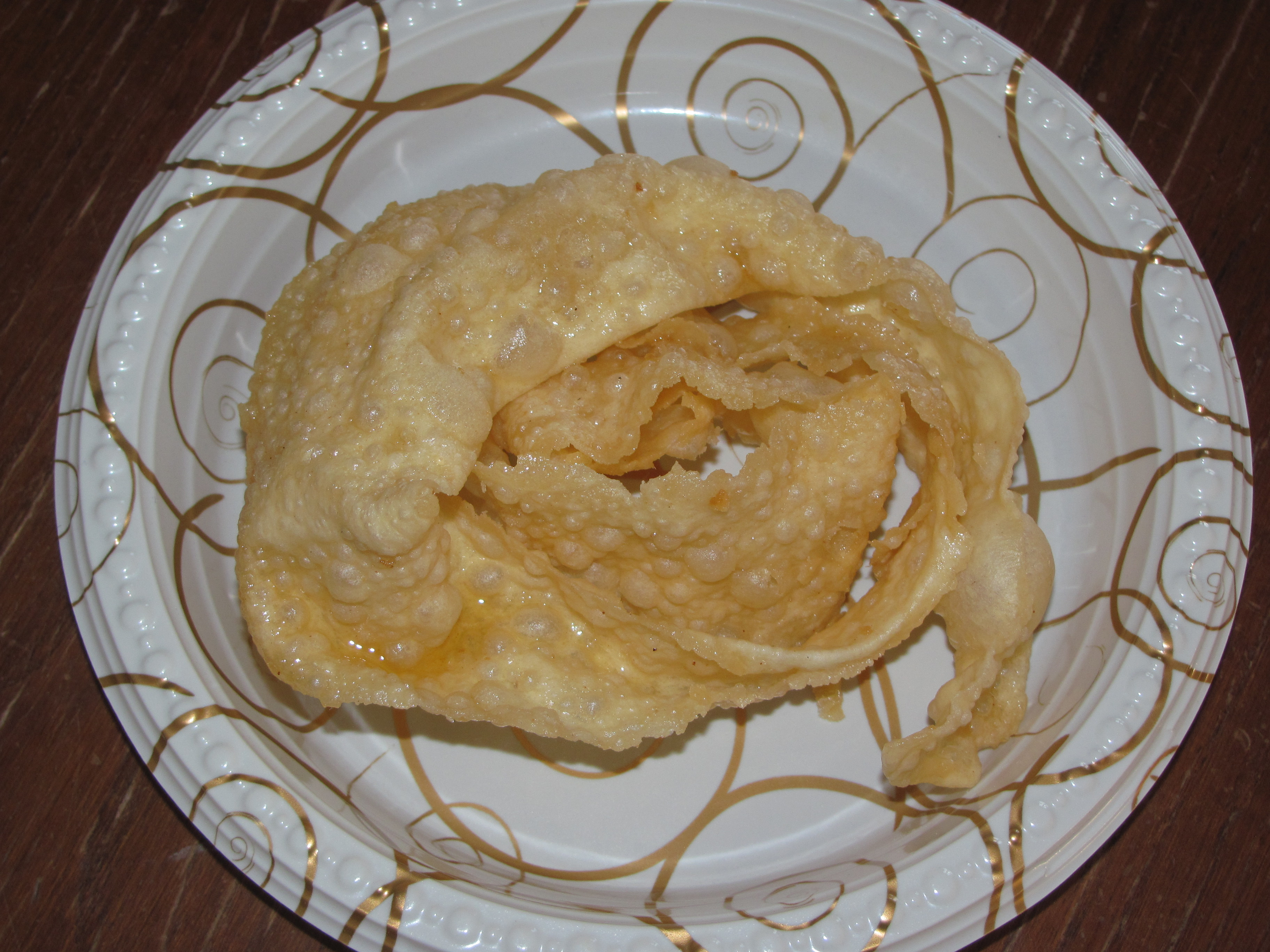
سفنج منزلي الصنع المغلف بالعسل

وفقًا للأسطورة نشأ السفنج في الأندلس، وكان عن طريق الخطأ، عندما أسقط خباز بطريق الخطأ كرة من العجين في مقلاة من الزيت الساخن.  كان السفنج جزءا مهما من الثقافة الأندلسية، وقد لخص دوره بشكل أفضل ببيت شعر من شاعر معاصر: «سفاجين تحسبهم ملوكا»
من غير الواضح كيف انتشر السفنج لأول مرة إلى المغرب العربي، على الرغم من أنه يقال إنها كانت معروفة جيدا بالدولة المرينية، التي حكمت المغرب من 1270 إلى 1465. انتشر إلى فرنسا خلال القرن 13، حيث ألهم الفطيرة.  تم تحلية سفنج بالسكر فقط بدءا من القرن 18، على الرغم من أن قصب السكر يزرع على نطاق واسع في العالم العربي منذ القرن الثامن. قبل ذلك، تم تحليتها بالعسل أو الشراب، أو ببساطة قدمة سادة. 
على الرغم من أن سفنج يأتي من الأندلس، إلا أن معظم الخبازين والبائعين في سفنج في المغرب العربي كانوا تقليديا من الأمازيغ (البربر). ويعتقد أن الأمازيغ الرحل قد نشروا سفنج في جميع أنحاء المغرب العربي، وساعدهم في ذلك التجار الذين سافروا عبر المنطقة.
يشير الشيف الأمين الحاج مصطفى النكير إلى أن لحم الرأس مع سفنج كان إفطارا شعبيا في مراكش في زمن أجداده. 
سرعان ما ظهر خبازو سفنج المخصصون، الذين يطلق عليهم اسم سفناجي، في جميع أنحاء المغرب العربي، مما يدل على شعبية الحلوى. أصبح السفناجين (جمع سفناج) شخصيات مركزية في الحياة الاجتماعية للأحياء المغاربية، حيث تفاعلوا مع كل أسرة تقريبا في مجتمعهم كل صباح، وكان العمل كسفناج يعتبر مهنة محترمة. في مخبز سفنج التقليدي، يجلس سفناج (والمقلاة الدائرية الكبيرة) على منصة مرتفعة، مرتفعة قليلا فوق بقية المخبز، والتي تم رفعها بالفعل أكثر من متر عن الأرض. يحيط العملاء بهذه المنصة ويحاولون جذب انتباه سفناج لتقديم طلباتهم من خلال رفع أيديهم عليه أو عليها والصراخ. 
سرعان ما انقرضت السفنجين التقليدية في المغرب العربي الحديث، نتيجة لظهور المخابز الصناعية وانتشار وصفات سفنج عبر عالم التدوين على الإنترنت. 

## السفنج في ليبيا

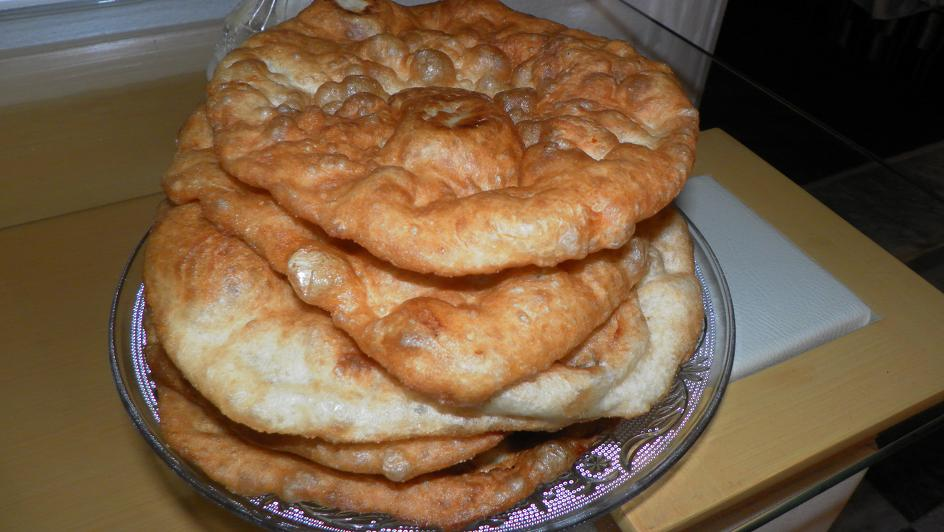
سفنج الليبي

في ليبيا يؤكل سفنج مع رش السكر أو ينقع في العسل أو دبس التمر. يمكن تناوله اثناء تناول الإفطار يوم الجمعة أو مع شاي بعد الظهر.
على الرغم من أنه يؤكل على مدار السنة، إلا أنه يحظى بشعبية خاصة خلال أشهر الشتاء وحول شهر رمضان وعيد الفطر. إنها النسخة الليبية من دونات السفنجية التي تحظى بشعبية واسعة في جميع أنحاء البلدان المغاربية الأخرى.
يمكن أيضا تحضير السفنج مع بيضة مقلية في الوسط.  يمكن أن تكون البيضة سائلة أو صلبة ، وغالبا ما تعلوها الجبن. 

## الاصناف
بالإضافة إلى السفنج العادي، هناك نوعان خاصان من السفنج، دون احتساب الطبقة المختلفة (العسل والشراب والسكر) يمكن أن يحتوي السفنج:
- السفنج المطفية: سفنج التي يتم ضغطت بشكل مسطح ثم تقلى مرة ثانية.
- السفنجة المطفية بالبيض: سفنج المطفية مع إضافة بيضة قبل القلي.

## في التقاليد

### المغرب
تنعكس أهمية سفنج للثقافة المغربية في العديد من التعابير في اللغة العربية المغربية، بما في ذلك:
- صاب سفنجة وقال عوجة: بمعنى "لا تحكم على الكتاب من غلافه" أو "لا تعض اليد التي تطعمك".
- بحال يلا ضربتي كلب باسفنجة: بمعنى مسعى غير مجدي أو سيزيف ، خاصة عمل انتقامي تافه لا طائل من ورائه (لأنه إذا ضرب شخص ما بالسفنج ، فإنه سيأكله ويحبه).
- طلب الزيت من سفناج: تعني "أخذ من المحتاجين" (لأن السفناج - خباز سفنج - يستخدم كميات كبيرة من زيت الطهي).

## معرض الصور
- السفنج في مدينة مراكش المغربية

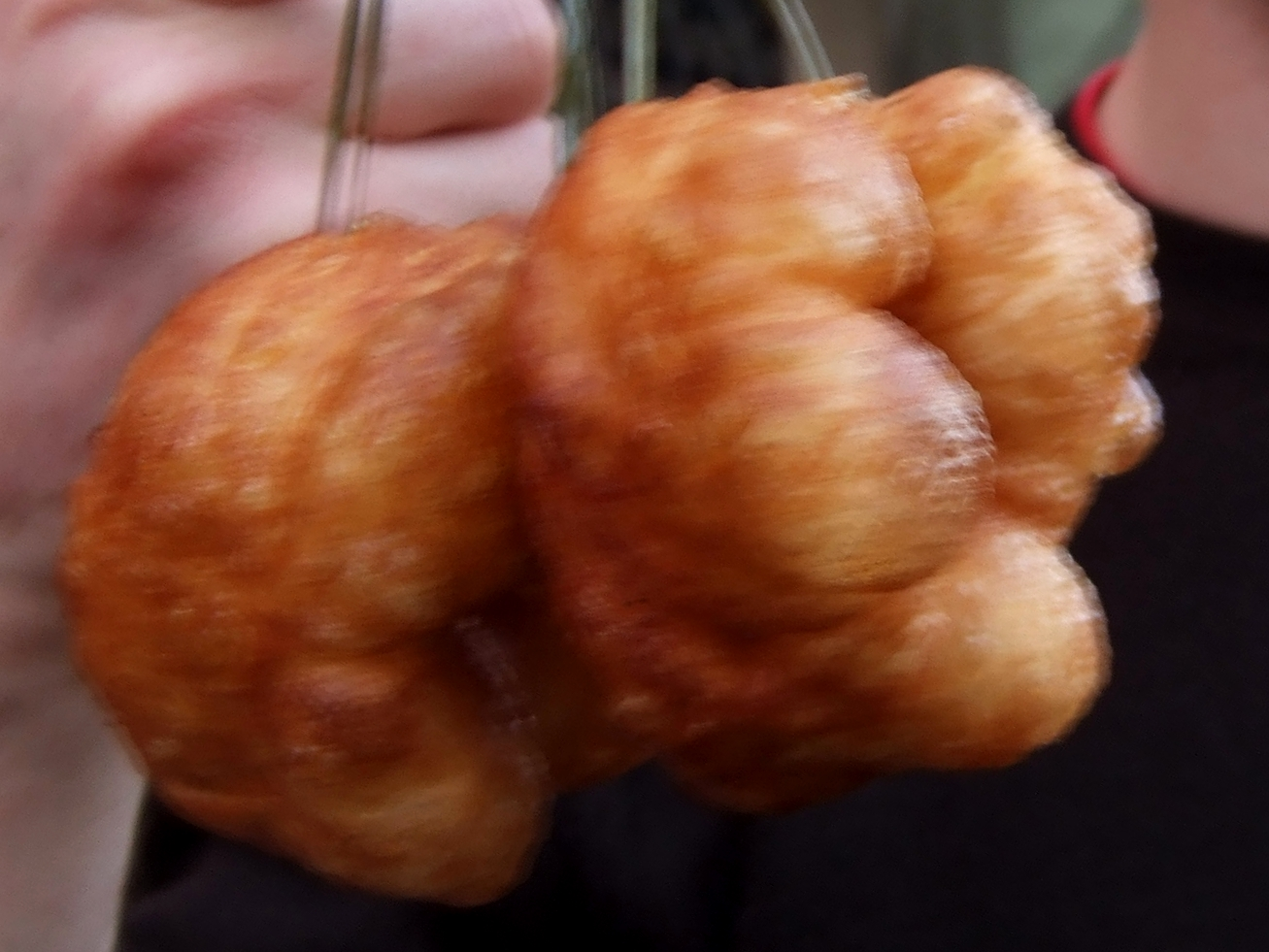
السفنج أو الخفاف في المغرب
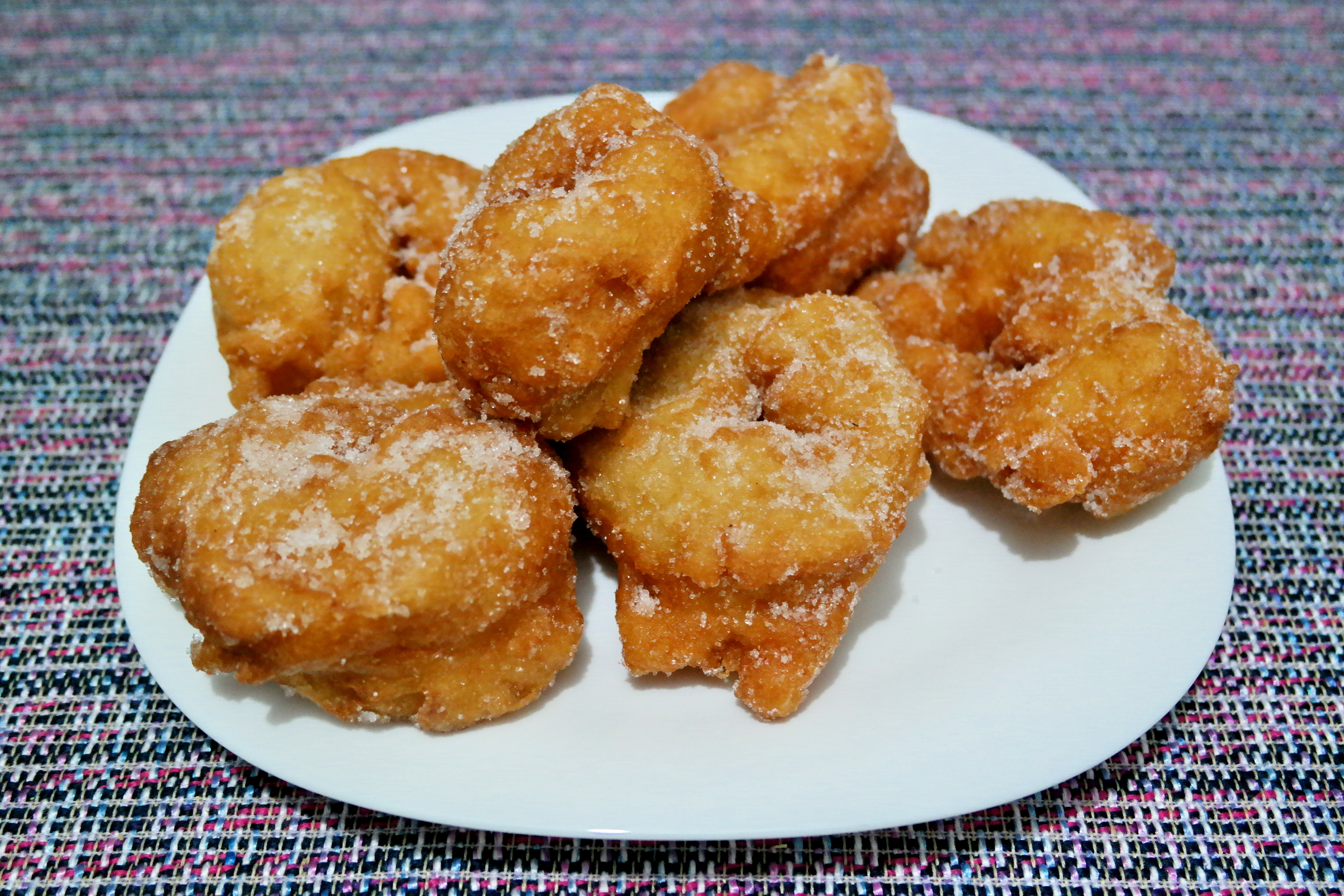
السفنج مع السكر مقدم في طبق
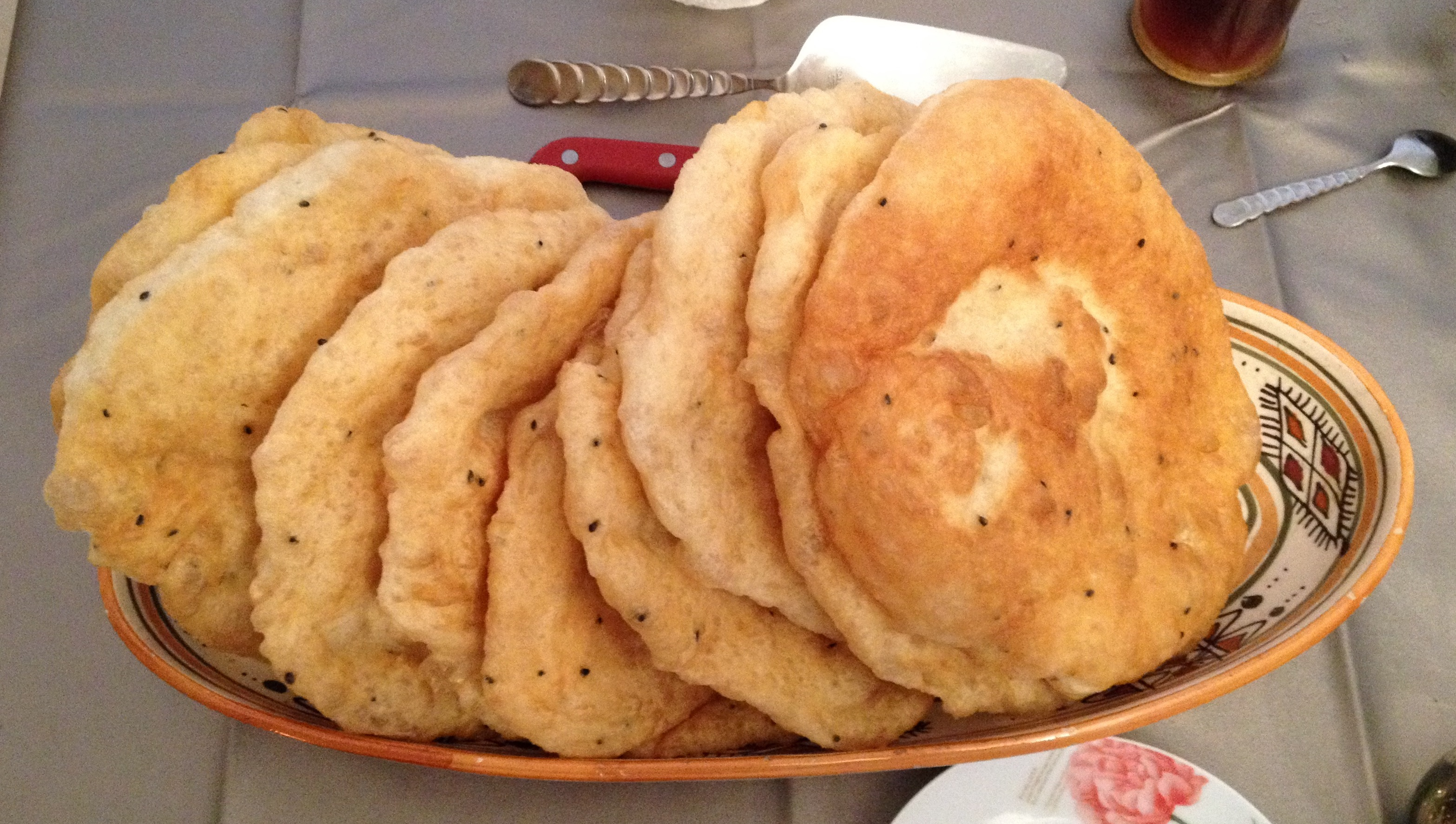
الخفاف القبائلي
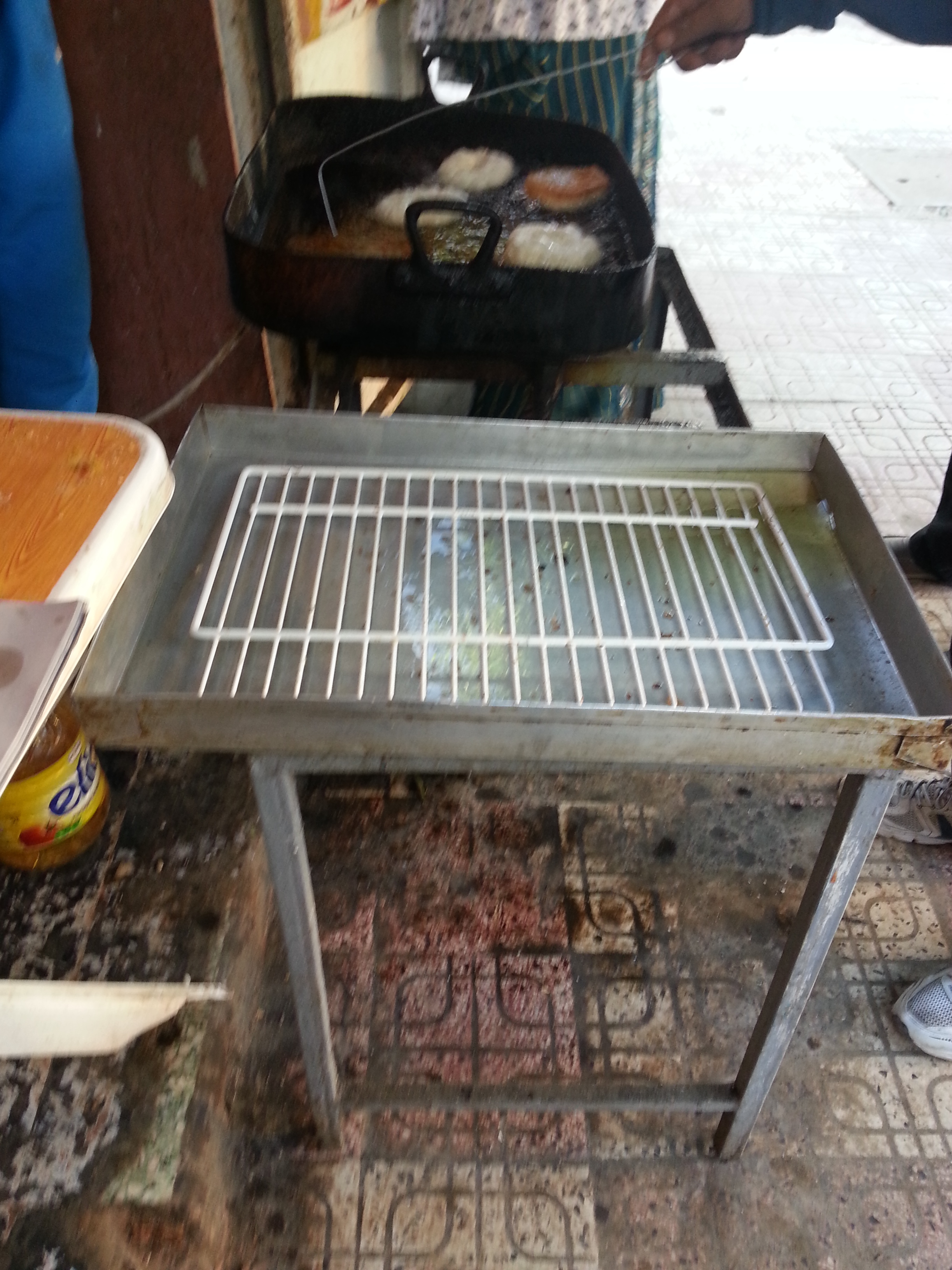
السفنج في الجزائر

## وصلات خارجية
- طريقة تحظير السفنج